# Союз Сацуми і Тьосю

Мон Сацума-хану

Мон Тьосю-хану

Союз Сацуми і Тьосю (яп. 薩長同盟, さっちょうどうめい — саттьо домей) — таємний союз в Японії наприкінці періоду Едо, укладений 7 березня 1866 між представниками автономних уділів Сацума-хан і Тьосю-хан з метою повалити дійсний уряд, сьоґунат Токуґава, та відновити пряме Імператорське правління в країні.

## Короткі відомості
21 січня 1866 в резиденції Сацума-хану в Кіото, за посередництва самурая Сакамото Рьоми, представники Сацума-хану й Тьосю-хану уклали таємний союз. Делегацію перших представляли Комацу Татевакі та Сайґо Такаморі, а делегацію других — Кідо Такайосі. 
Укладанню союзу передувало рішення сьоґунату Токуґава розпочати другу каральну експедицію проти Тьосю-хану, який виступав за повалення легітимного самурайського уряду. Під час інциденту біля Імператорських воріт (1863) та першої каральної експедиції (1864) Сацума-хан виступав на боці сьоґунату, проте через протести всередині хану, які очолили Сайґо Такаморі й Окубо Тосіміті, уряд Сацуми змінив свій курс на антиурядовий, відмовився брати участь у черговій каральній експедиції й вирішив об'єднати зусилля з Тьосю. Союзу між колишніми противниками сприяли самураї з Тоса-хану — Сакамото Рьома та Накаока Сінтаро, які почали закуповувати в Наґасакі європейську зброю для Тьосю-хану від імені сацумців.
Союз Сацуми і Тьосю був скріплений 6-статейним договором. Він передбачав, що у випадку нової експедиції сьоґунату проти Тьосю-хану, Сацума-хан підтримає останній збройно і дипломатично, а також представлятиме його інтереси при Імператорському дворі. Обидві сторони також зобов'язувалися вести рішучу боротьбу проти тих, хто протистоятиме відновленню прямого Імператорського правління.
Початково союз мав характер обміну приватними обіцянками між представниками обох ханів про взаємодопомогу. Проте він дав змогу Тьосю-хану покінчити з політичною ізоляцією і самотужки розбити каральні війська самурайського уряду в 1866 році. Після цих подій союз був скріплений офіційним договором, а обидва хани перетворилися на рушійну антиурядову силу, яка успішно повалила сьоґунату та здійснила реставрацію Мейдзі 1868 року.